# Wimbledon 1984
De 98e editie van het Britse grandslamtoernooi, Wimbledon 1984, werd gehouden van maandag 25 juni tot en met zondag 8 juli 1984. Voor de vrouwen was het de 91e editie van het graskampioenschap. Het toernooi werd gespeeld bij de All England Lawn Tennis and Croquet Club in de wijk Wimbledon van de Britse hoofdstad Londen.
Op de eerste zondag tijdens het toernooi (Middle Sunday) werd traditioneel niet gespeeld.
Het toernooi van 1984 trok 391.673 toeschouwers.

## Belangrijkste uitslagen
Mannenenkelspel

Finale: John McEnroe (Verenigde Staten) won van Jimmy Connors (Verenigde Staten) met 6-1, 6-1, 6-2
Vrouwenenkelspel

Finale: Martina Navrátilová (Verenigde Staten) won van Chris Evert-Lloyd (Verenigde Staten) met 7-6, 6-2
Mannendubbelspel

Finale: John McEnroe (Verenigde Staten) en Peter Fleming (Verenigde Staten) wonnen van Pat Cash (Australië) en Paul McNamee (Australië) met 6-2, 5-7, 6-2, 3-6, 6-3
Vrouwendubbelspel

Finale: Martina Navrátilová (Verenigde Staten) en Pam Shriver (Verenigde Staten) wonnen van Kathy Jordan (Verenigde Staten) en Anne Smith (Verenigde Staten) met 6-3, 6-4
Gemengd dubbelspel

Finale: Wendy Turnbull (Australië) en John Lloyd (Groot-Brittannië) wonnen van Kathy Jordan (Verenigde Staten) en Steve Denton (Verenigde Staten) met 6-3, 6-3
Meisjesenkelspel

Finale: Annabel Croft (Groot-Brittannië) won van Elna Reinach (Zuid-Afrika) met 3-6, 6-3, 6-2
Meisjesdubbelspel

Finale: Caroline Kuhlman (Verenigde Staten) en Stephanie Rehe (Verenigde Staten) wonnen van Viktorija Milvidskaja (Sovjet-Unie) en Larisa Savtsjenko (Sovjet-Unie) met 6-3, 5-7, 6-4
Jongensenkelspel

Finale: Mark Kratzmann (Australië) won van Stefan Kruger (Zuid-Afrika) met 6-4, 4-6, 6-3
Jongensdubbelspel

Finale: Ricky Brown (Verenigde Staten) en Robbie Weiss (Verenigde Staten) wonnen van Mark Kratzmann (Australië) en Jonas Svensson (Zweden) met 1-6, 6-4, 11-9

## Toeschouwersaantallen en bezoekerscapaciteit
|           |        | Eerste week |         | Tweede week |
| --------- | ------ | ----------- | ------- | ----------- |
| Maandag   |        | 32.288      |         | 35.331      |
| Dinsdag   | 32.939 | 32.665      |         |             |
| Woensdag  | 36.122 | 30.161      |         |             |
| Donderdag | 37.341 | 24.737      |         |             |
| Vrijdag   | 38.215 | 21.499      |         |             |
| Zaterdag  | 32.332 | 20.373      |         |             |
| Zondag    | –      | 17.670      |         |             |
| Totaal    |        | 391.673     | 391.673 | 391.673     |

| Baan                           | Zitplaatsen                    | Staanplaatsen                  |                                | Baan                           | Zitplaatsen   |
| ------------------------------ | ------------------------------ | ------------------------------ | ------------------------------ | ------------------------------ | ------------- |
| Centre Court                   | 11.539                         | 2.100                          |                                | Court No. 9                    | –             |
| Court No. 1                    | 6.286                          | 1.500                          | Court No. 10                   | –                              |               |
| Court No. 2                    | 2.114                          | 1.000                          | Court No. 11                   | –                              |               |
| Court No. 3                    | 800                            | –                              | Court No. 12                   | –                              |               |
| Court No. 4                    | –                              | –                              | Court No. 13                   | 1.450                          |               |
| Court No. 5                    | –                              | –                              | Court No. 14                   | 1.000                          |               |
| Court No. 6                    | 250                            | –                              | Court No. 15                   | –                              |               |
| Court No. 7                    | 250                            | –                              | Court No. 16                   | –                              |               |
| Court No. 8                    | –                              | –                              | Court No. 17                   | –                              |               |
| Totaal zitplaatsen             | Totaal zitplaatsen             | Totaal zitplaatsen             | Totaal zitplaatsen             | Totaal zitplaatsen             | 23.689        |
| Totaal staanplaatsen           | Totaal staanplaatsen           | Totaal staanplaatsen           | Totaal staanplaatsen           | Totaal staanplaatsen           | 4.600         |
|                                |                                |                                |                                |                                |               |
| Bezoekerscapaciteit tennispark | Bezoekerscapaciteit tennispark | Bezoekerscapaciteit tennispark | Bezoekerscapaciteit tennispark | Bezoekerscapaciteit tennispark | 31.000-32.000 |

1877 · 1878 · 1879 · 1880 · 1881 · 1882 · 1883 · 1884 · 1885 · 1886 · 1887 · 1888 · 1889 · 1890 · 1891 · 1892 · 1893 · 1894 · 1895 · 1896 · 1897 · 1898 · 1899 · 1900 · 1901 · 1902 · 1903 · 1904 · 1905 · 1906 · 1907 · 1908 · 1909 · 1910 · 1911 · 1912 · 1913 · 1914 · 1915–1918 · 1919 · 1920 · 1921 · 1922 · 1923 · 1924 · 1925 · 1926 · 1927 · 1928 · 1929 · 1930 · 1931 · 1932 · 1933 · 1934 · 1935 · 1936 · 1937 · 1938 · 1939 · 1940–1945 · 1946 · 1947 · 1948 · 1949 · 1950 · 1951 · 1952 · 1953 · 1954 · 1955 · 1956 · 1957 · 1958 · 1959 · 1960 · 1961 · 1962 · 1963 · 1964 · 1965 · 1966 · 1967
↓ open tijdperk ↓
1968 (m-v-md-vd-gd) · 1969 (m-v-md-vd-gd) · 1970 (m-v-md-vd-gd) · 1971 (m-v-md-vd-gd) · 1972 (m-v-md-vd-gd) · 1973 (m-v-md-vd-gd) · 1974 (m-v-md-vd-gd) · 1975 (m-v-md-vd-gd) · 1976 (m-v-md-vd-gd) · 1977 (m-v-md-vd-gd) · 1978 (m-v-md-vd-gd) · 1979 (m-v-md-vd-gd) · 1980 (m-v-md-vd-gd) · 1981 (m-v-md-vd-gd) · 1982 (m-v-md-vd-gd) · 1983 (m-v-md-vd-gd) · 1984 (m-v-md-vd-gd) · 1985 (m-v-md-vd-gd) · 1986 (m-v-md-vd-gd) · 1987 (m-v-md-vd-gd) · 1988 (m-v-md-vd-gd) · 1989 (m-v-md-vd-gd) · 1990 (m-v-md-vd-gd) · 1991 (m-v-md-vd-gd) · 1992 (m-v-md-vd-gd) · 1993 (m-v-md-vd-gd) · 1994 (m-v-md-vd-gd) · 1995 (m-v-md-vd-gd) · 1996 (m-v-md-vd-gd) · 1997 (m-v-md-vd-gd) · 1998 (m-v-md-vd-gd) · 1999 (m-v-md-vd-gd) · 2000 (m-v-md-vd-gd) · 2001 (m-v-md-vd-gd) · 2002 (m-v-md-vd-gd) · 2003 (m-v-md-vd-gd) · 2004 (m-v-md-vd-gd) · 2005 (m-v-md-vd-gd) · 2006 (m-v-md-vd-gd) · 2007 (m-v-md-vd-gd) · 2008 (m-v-md-vd-gd) · 2009 (m-v-md-vd-gd) · 2010 (m-v-md-vd-gd) · 2011 (m-v-md-vd-gd) · 2012 (m-v-md-vd-gd) · 2013 (m-v-md-vd-gd) · 2014 (m-v-md-vd-gd) · 2015 (m-v-md-vd-gd) · 2016 (m-v-md-vd-gd) · 2017 (m-v-md-vd-gd) · 2018 (m-v-md-vd-gd) · 2019 (m-v-md-vd-gd) · 2020 · 2021 (m-v-md-vd-gd) · 2022 (m-v-md-vd-gd) · 2023 (m-v-md-vd-gd) · 2024 (m-v-md-vd-gd)
Lijst van Wimbledonwinnaars · Toernooien per editie